# Francesco II. Gonzaga (Kardinal)

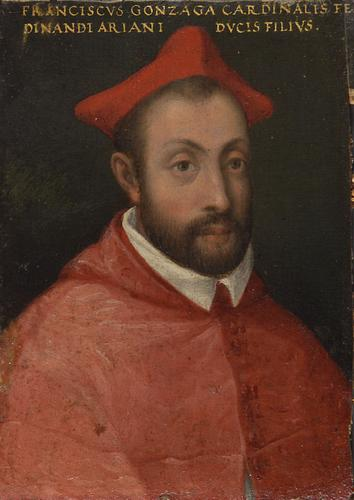
Kardinal Francesco Gonzaga von Mantua

Francesco II. Gonzaga (* 6. Dezember 1538 in Palermo; † 6. Januar 1566 in Rom) war ein Kardinal aus dem Hause Gonzaga.
Francesco Gonzagag war der Sohn des Grafen Ferrante I. Gonzaga von Guastalla und seit 1561. Seine Mutter war Isabella von Capua († 17. September 1559), eine Tochter Herzog Ferdinands von Termoli.
Nach Studien der klassischen Humanwissenschaften und des Rechts an der Universität Pavia, begann Francesco eine kirchliche Laufbahn unter der Begleitung seines Patenonkels, des Kardinals Ercole Gonzaga. 1538 wurde Francesco Erzpriester von Guastalla und dann auch Kommendatarabt von Acquanegra. Ab Februar 1560 war er Apostolischer Protonotar an der Kurie und im Konsistorium vom 25. Februar 1561 erhob Papst Pius IV. ihn zum Kardinalat. Am 16. März d. J. erfolgte Francesco Gonzagas Installation als Kardinaldiakon der Titelkirche San Nicola in Carcere Tulliano. 1562 wurde er zum Erzbischof von Cosenza gewählt, aber aufgrund seines Alters amtierte er nur als Administrator des Bistums. Im Juli 1562 wechselte Gonzaga als Kardinaldiakon zu San Lorenzo in Lucina und Anfang März 1565 wurde er in die Klasse der Kardinalpriester unter Beibehaltung seiner bisherigen Titelkirche aufgenommen. Im Mai 1565 folgte seine Ernennung zum Bischof von Mantua.
Während des Konklave 1565/1566 starb Kardinal Gonzaga und wurde in der Kirche San Lorenzo in Lucina beerdigt.